# Сонгюл Йоден
Сонгю̀л Йодѐн (на турски: Songül Öden) е турска театрална и филмова актриса.

## Биография
Родена е на 17 февруари 1979 г. в град Диарбекир. Израства в Анкара, където баща ѝ се мести още в ранното ѝ детство.
На български Сонгюл означава „последна роза“. Преди да влезе в телевизията, тя играе на театралните сцени в Турция. В Турция е една от любимките на публиката, които я обичат заради красотата ѝ и благия ѝ характер.
Била е женена за турския актьор Джанберк Учуджу, двамата се развеждат през 2008 г. Често като причина за развода между двамата се изтъква ревността на Джанберк, за предполагема връзка на Йоден с Къванч Татлъту по време и след снимките на сериала „Перла“.

### Кариера
Сонгюл Йоден е добре известна в Турция с множеството си театрални роли. Започва да се снима в телевизионни сериали през 2001 г., в турския мини сериал „Vasiyet“. Следват участия в още два телевизионни сериала „Havada bulut“ през 2003 г. и „Перла“ през 2005 г. В „Перла“ играе главната роля на Инджи, където си партнира с Къванч Татлъту. Снимките на сериала продължават 2 години.
Телевизионният сериал „Перла“ се излъчва в няколко държави и става любим на милиони зрители, в арабските страни (на арабски: نور, Нур) сериала е издигнат в култ. Последният телевизионен сериал, в който участва, се казва „Изоставено сърце“ (на турски: Vazgeç Gönlüm, Вазгеч Гьонлюм), сниман от 2008 г.

### Сонгюл Йоден в България
През месец октомври 2009 г. Йоден гостува в Шоуто на Слави 
Сонгюл Йоден се забавлява искрено по време на гостуването си. Тя похвалва Слави Трифонов затова, че в предаването си той е социално ангажиран и че се е отнесъл адекватно към проблемите на пострадалите от наводнението в съседна Турция.
Денсинг старс
Сонгюл Йоден е и специален гост в един от епизодите на телевизионното шоу на бТВ „Денсинг старс“. Там тя е натоварена със задачата да оценява танците на непрофесионалистите.

## Частична филмография
- Vasiyet (мини сериал, 2001)
- Havada Bulut (мини сериал, 2002)
- „Перла“ (на турски: Gümüş) (2005 – 2007), като главната героиня Инджи
- „Изоставено сърце“ (на турски: Vazgeç Gönlüm, Вазгеч Гьонлюм) (сериал, 2008), като Езра
- „Горчива любов“ (игрален филм)(2009), като Айше
- Mükemmel Çift (2010), главната героиня
- „Другите отчаяни съпруги“ (2011 – 2014), като Ясемин